# Коллетт, Тони
То́ни Колле́тт (англ. Toni Collette; род. 1 ноября 1972, Глиб, Новый Южный Уэльс, Австралия) — австралийская актриса, певица, музыкант, продюсер и режиссер. Номинантка на премию «Оскар» за роль в фильме «Шестое чувство» (1999). Лауреат премий «Эмми» и «Золотой глобус» за роль женщины, страдающей от диссоциативного расстройства идентичности, в телесериале «Такая разная Тара» (2009—2011).

## Биография
Тони Коллетт родилась 1 ноября 1972 года в Глибе (городская территория Сидней), в семье Боба и Джуди Коллетт (отец работал водителем грузовика, мать — служащей по работе с клиентами). Когда Тони было шесть лет, семья переехала в Блэктаун (Большой Сидней). Кроме неё в семье родились два брата. В возрасте одиннадцати лет Тони от скуки изобразила приступ аппендицита; доктора были так перепуганы, что удалили ей аппендикс, несмотря на то, что анализы не показали ничего опасного.
В 16 лет с одобрения родителей Тони бросила школу ради Австралийского театра для молодёжи. В 1991 году она поступила в Национальный институт драматического искусства (NIDA). В это время Тони подрабатывала, доставляя пиццу. После 18 месяцев учёбы девушка решила её завершить, чтобы дебютировать в полнометражном фильме «Эксперт» (1992), где её партнерами по съемочной площадке стали Рассел Кроу и Энтони Хопкинс.
Первой профессиональной театральной ролью Тони считается роль Дебби в постановке «Операция „Святая гора“» в мае 1990. Также, одной из первых её ролей в театре является роль Сони в пьесе Чехова «Дядя Ваня», принесшая ей премию «Круг критиков» в номинации «Лучший дебют» (1992). Главную роль в пьесе исполнял Джеффри Раш, ранее побудивший Коллетт стать актрисой своим выступлением в театре". Позже Коллетт не раз выступит в постановках театра Belvoir Street, директором которого долгое время был Раш.
Карьера Тони в кино развивалась весьма стремительно с момента выхода фильма «Свадьба Мюриэл»: Коллетт сыграла в нём будучи в возрасте 22 лет, и это был всего лишь третий её фильм, однако критики и зрители в Австралии были настолько впечатлены и покорены её героиней, что за роль толстой фанатки группы ABBA Тони Коллетт удостоилась премии Института Кино Австралии (главной австралийской кинопремии) как лучшая актриса 1994 года. Эту премию Коллетт получила в общей сложности четыре раза.
Голливудским прорывом актрисы стала роль матери мальчика, видящего мертвецов, в мистическом триллере «Шестое чувство», за которую Тони удостоилась в 1999 году номинации на премию «Оскар» в категории «Лучшая актриса второго плана». После этого фильма Тони появлялась в целом ряде заметных картин, неизменно получая самые лестные отзывы от критиков как за комедийные, так и за драматические роли. Особое признание получила её маленькая (всего одна сцена с Джулианной Мур) роль идеальной домохозяйки Китти Барлоу в интеллектуальном хите 2002 года «Часы».
В 2006 году Тони Коллетт сыграла в нескольких фильмах, наибольшим (кассовым и критическим) успехом из которых стала семейная комедия «Маленькая мисс Счастье». В 2009 году на Showtime состоялась премьера сериала «Такая разная Тара», в котором Коллетт исполнила, по сути, 8 ролей (её героиня страдает диссоциативным расстройством идентичности), за что была удостоена премий «Эмми» и «Золотой глобус». В 2011 году актрису можно было увидеть в комедийном фильме ужасов «Ночь страха», а в 2012 году — в байопике «Хичкок».
В 2015 году на кинофестивале в Торонто впервые была показана драма «Уже скучаю по тебе» с Коллетт и Дрю Бэрримор в главных ролях. В 2017 году на широкие экраны вышли фильмы «Три икса: Мировое господство» и «Мадам» при участии Тони Коллетт.
В 2018 году на кинофестивале «Сандэнс» прошла премьера режиссёрского дебюта Ари Астера «Реинкарнация», в котором Коллетт исполнила главную роль. Фильм получил широкое признание критиков. Многие хвалили игру актрисы.
В 2019 году Коллетт можно было увидеть в картинах «Бархатная бензопила» и «Достать ножи». В 2021 году вышел сай-фай триллер Джо Пенны «Дальний космос», в котором Коллетт сыграла командира космического корабля, на борту которого обнаруживается лишний пассажир.
В 2021 году стало известно, что Коллетт снимет свой первый фильм в качестве режиссера. Литературная основа сценария картины — роман Лили Кинг Writers And Lovers.

## Музыкальная деятельность
В октябре 2006 года, Тони Коллетт начала гастролировать в Австралии, чтобы продвинуть свой первый вокальный альбом «Beautiful Awkward Pictures». Коллетт также появилась на австралийском телевидении, исполнив песню «Look Up» из своего альбома. В июле 2007 года, Коллетт и группа «The Finish» выступали на сиднейском шоу Живая Земля. Актриса также исполнила песню «Children of the Revolution», совместно с группой «T. Rex».

## Личная жизнь
11 января 2003 года Тони Коллетт вышла замуж за музыканта Дэйва Галафасси. У пары есть дочь, Сейдж Флоренс (род. 9 января 2008 года), и сын Арло Роберт (род. 22 апреля 2011 года).
Актриса является сторонником защиты прав животных и РЕТА. Она призвала экс-премьер-министра Джона Говарда включить в австралийское овцеводство мулзинг, который многие зоозащитники считают жестоким. Позже она пересмотрела свою позицию после собственных исследований австралийской шерстяной промышленности.

## Фильмография
| Год       |     | Русское название                            | Оригинальное название               | Роль                         |
| --------- | --- | ------------------------------------------- | ----------------------------------- | ---------------------------- |
| 1990      | с   | Примитивная страна                          | A Country Practice                  | Трейси                       |
| 1992      | ф   | Специалист по эффективности                 | Spotswood                           | Венди Робинсон               |
| 1993      | мф  | Вор и сапожник                              | The Thief and the Cobbler           | безумная ведьма              |
| 1994      | ф   | Свадьба Мюриэл                              | Muriel's Wedding                    | Мюриэл Хэслоп                |
| 1996      | ф   | Так поступают все                           | Cosi                                | Джулия                       |
| 1996      | ф   | Чужие похороны                              | The Pallbearer                      | Синтия                       |
| 1996      | ф   | История Лилиан                              | Lilian's Story                      | певица                       |
| 1996      | ф   | Эмма                                        | Emma                                | Харриет Смит                 |
| 1997      | ф   | Девушки из офиса                            | Clockwatchers                       | Ирис Чепмен                  |
| 1997      | ф   | Банда Джеймса                               | The James Gang                      | Джулия Армстронг             |
| 1997      | ф   | Диана и я                                   | Diana & Me                          | Диана Спенсер                |
| 1998      | ф   | Парни                                       | The Boys                            | Мишель                       |
| 1998      | ф   | Бархатная золотая жила                      | Velvet Goldmine                     | Мэнди Слейд                  |
| 1999      | ф   | Восемь с половиной женщин                   | 8 1/2 Women                         | Гризельда / сестра Конкордия |
| 1999      | ф   | Шестое чувство                              | The Sixth Sense                     | Линн Шир                     |
| 2000      | ф   | Шафт                                        | Shaft                               | Дайан Палмиери               |
| 2000      | ф   | Отель «Сплендид»                            | Hotel Splendide                     | Кейт                         |
| 2000      | ф   | Волшебный пудинг                            | The Magic Pudding                   | Мег                          |
| 2001      | тф  | Ужин с друзьями                             | Dinner with Friends                 | Бета                         |
| 2002      | ф   | В чужом ряду                                | Changing Lanes                      | Мишель                       |
| 2002      | ф   | Мой мальчик                                 | About a Boy                         | Фиона Брюер                  |
| 2002      | ф   | Часы                                        | The Hours                           | Китти Барлоу                 |
| 2002      | ф   | Грязные делишки                             | Dirty Deeds                         | Шерон                        |
| 2003      | ф   | Японская история                            | Japanese Story                      | Сэнди Эдвардс                |
| 2004      | ф   | В шоу только девушки                        | Connie and Carla                    | Карла                        |
| 2004      | ф   | Последний кадр                              | The Last Shot                       | Эмили Флитч                  |
| 2005      | ф   | Подальше от тебя                            | In Her Shoes                        | Роуз Феллер                  |
| 2006      | ф   | Маленькая мисс Счастье                      | Little Miss Sunshine                | Шэрил Хувер                  |
| 2006      | ф   | Ночной слушатель                            | The Night Listener                  | Донна                        |
| 2006      | ф   | Читая мысли                                 | Like Minds                          | Салли                        |
| 2006      | ф   | Мёртвая девушка                             | The Dead Girl                       | Ардэн                        |
| 2006      | тф  | Цунами                                      | Tsunami: The Aftermath              | Кэти Грэм                    |
| 2007      | ф   | Вечер                                       | Evening                             | Нина                         |
| 2007      | ф   | Как на ладони                               | Towelhead                           | Мелина Хайнс                 |
| 2008      | ф   | Чёрный шар                                  | The Black Balloon                   | Мэгги Моллисон               |
| 2008      | ф   | Привет, это я                               | Hey Hey It's Esther Blueburger      | Мэри                         |
| 2009      | мф  | Мэри и Макс                                 | Mary and Max                        | Мэри Дейзи Динкл             |
| 2009—2011 | с   | Такая разная Тара                           | United States of Tara               | Тара Грегсон                 |
| 2011      | ф   | Ночь страха                                 | Fright Night                        | Джейн Брюстер                |
| 2011      | ф   | Несносный Генри                             | Jesus Henry Christ                  | Патрисия Герман              |
| 2011      | ф   | Мой маленький ангел                         | Foster                              | Зоуи                         |
| 2012      | ф   | Хичкок                                      | Hitchcock                           | Пегги Робертсон              |
| 2012      | ф   | Псих                                        | Mental                              | Шаз                          |
| 2013      | ф   | Дорога, дорога домой                        | The Way Way Back                    | Пэм                          |
| 2013      | ф   | Довольно слов                               | Enough Said                         | Сара                         |
| 2013      | ф   | Везунчики                                   | Lucky Them                          | Элли Клуг                    |
| 2013—2014 | с   | Заложники                                   | Hostages                            | Эллен Сандерс                |
| 2014      | ф   | Долгое падение                              | A Long Way Down                     | Морин                        |
| 2014      | ф   | Тэмми                                       | Tammy                               | Мисси                        |
| 2014      | мф  | Семейка монстров                            | The Boxtrolls                       | леди Портли-Ринд             |
| 2014      | ф   | Гласленд                                    | Glassland                           | Джин                         |
| 2014      | ф   | Путешествие Гектора в поисках счастья       | Hector and the Search for Happiness | Агнес                        |
| 2014      | мтф | Прибежище Дьявола                           | Devil's Playground                  | Маргарет Уоллес              |
| 2015      | ф   | Крампус                                     | Krampus                             | Сара                         |
| 2015      | ф   | Уже скучаю по тебе                          | Miss You Already                    | Милли                        |
| 2015      | ф   | Невероятный Блинки Билл                     | Blinky Bill the Movie               | Шэрил                        |
| 2016      | ф   | Абсолютная власть                           | Imperium                            | Анджела Зампаро              |
| 2016      | ф   | Джаспер Джонс                               | Jasper Jones                        | Рут Буктин                   |
| 2017      | ф   | Три икса: Мировое господство                | xXx: Return of Xander Cage          | Джейн Марк                   |
| 2017      | ф   | Секретный агент                             | Unlocked                            | Эмили Ноульс                 |
| 2017      | ф   | Мадам                                       | Madame                              | Энн                          |
| 2017      | ф   | Весёлый ужин мамочек                        | Fun Mom Dinner                      | Кейт                         |
| 2017      | ф   | Жёлтые птицы                                | The Yellow Birds                    | Эми Бартл                    |
| 2018      | ф   | Реинкарнация                                | Hereditary                          | Энни Грэхем                  |
| 2018      | ф   | Пожалуйста, приготовьтесь                   | Please Stand By                     | Скотти                       |
| 2018      | ф   | Сердца бьются громко                        | Hearts Beat Loud                    | Лесли                        |
| 2018      | ф   | Родинка                                     | Birthmarked                         | Кэтрин                       |
| 2018      | ф   | Страсть                                     | Wanderlust                          | Джой Ричардс                 |
| 2019      | ф   | Бархатная бензопила                         | Velvet Buzzsaw                      | Гретчен                      |
| 2019      | ф   | Достать ножи                                | Knives Out                          | Джони Тромби                 |
| 2019      | с   | Невозможно поверить                         | Unbelievable                        | Грейс Расмуссен              |
| 2020      | ф   | Думаю, как всё закончить                    | I’m Thinking of Ending Things       | мама Джейка                  |
| 2020      | ф   | Лошадь мечты                                | Dream Horse                         | Джен Воукс                   |
| 2021      | ф   | Дальний космос                              | Stowaway                            | командир корабля             |
| 2021      | ф   | Аллея кошмаров                              | Nightmare Alley                     | Зина Крамбейн, ясновидящая   |
| 2022      | с   | Части неё                                   | Pieces of Her                       | Лора Оливер                  |
| 2022      | с   | Лестница                                    | The Staircase                       | Кэтлин Питерсон              |
| 2023      | ф   | Мама Мафия                                  | Mama Mafia                          | Кристин                      |
| 2023      | мф  | Руби Гильман: Приключения кракена-подростка | Ruby Gillman, Teenage Kraken        | Агата Гильман                |
| 2024      | ф   | Присяжный номер два                         | Juror No. 2                         | Фэйт Киллбрю                 |
| 2025      | ф   | Микки 17                                    | Mickey 17                           | Илфа Маршалл                 |
|           | ф   | Goodbye June                                | Goodbye June                        |                              |
|           | с   | Уэйуорд                                     | Wayward                             |                              |

## Награды и номинации
Полный список наград и номинаций на сайте IMDb.com.
| Год  | Награда                               | Категория                                                        | Работа                 | Результат |
| ---- | ------------------------------------- | ---------------------------------------------------------------- | ---------------------- | --------- |
| 1991 | AACTA Awards                          | Лучшая женская роль второго плана                                | Эксперт                | Номинация |
| 1994 | AACTA Awards                          | Лучшая женская роль                                              | Свадьба Мюриэл         | Победа    |
| 1996 | AACTA Awards                          | Лучшая женская роль второго плана                                | История Лилиан         | Победа    |
| 1996 | Золотой глобус                        | Лучшая женская роль — комедия или мюзикл                         | Свадьба Мюриэл         | Номинация |
| 1998 | AACTA Awards                          | Лучшая женская роль второго плана                                | Парни                  | Победа    |
| 1999 | Австралийский кружок кинокритиков     | Лучшая актриса                                                   | Парни                  | Номинация |
| 2000 | Оскар                                 | Лучшая женская роль второго плана                                | Шестое чувство         | Номинация |
| 2000 | Спутник                               | Лучшая женская роль второго плана — Кинофильм                    | Шестое чувство         | Номинация |
| 2000 | Toни                                  | Лучшая женская роль в мюзикле                                    | Дикая вечеринка        | Номинация |
| 2001 | Blockbuster Entertainment Awards      | Любимая актриса — экшн                                           | Шафт                   | Номинация |
| 2002 | Общество кинокритиков Бостона         | Лучшая актриса                                                   | Мой мальчик            | Победа    |
| 2002 | Общество кинокритиков Бостона         | Лучшая актриса                                                   | Часы                   | Победа    |
| 2002 | Кружок кинокритиков Ванкувера         | Лучшая актриса                                                   | Часы                   | Победа    |
| 2002 | Австралийский кружок кинокритиков     | Лучшая актриса                                                   | Грязные делишки        | Номинация |
| 2002 | Общество кинокритиков Сиэтла          | Лучшая актриса                                                   | Мой мальчик            | Номинация |
| 2002 | Юго-Восточная Ассоциация кинокритиков | Лучшая актриса                                                   | Мой мальчик            | Номинация |
| 2002 | Ассоциация кинокритиков Торонто       | Лучшая актриса                                                   | Мой мальчик            | Номинация |
| 2003 | AACTA Awards                          | Лучшая женская роль                                              | Японская история       | Победа    |
| 2003 | BAFTA                                 | Лучшая женская роль второго плана                                | Мой мальчик            | Номинация |
| 2003 | Австралийский кружок кинокритиков     | Лучшая актриса                                                   | Японская история       | Победа    |
| 2003 | Общество кинокритиков Феникса         | Лучшая актриса                                                   | Часы                   | Номинация |
| 2003 | Спутник                               | Лучшая женская роль — Кинофильм                                  | Мой мальчик            | Номинация |
| 2003 | Премия Гильдии киноактёров США        | Лучший актёрский состав в игровом кино                           | Часы                   | Номинация |
| 2004 | Спутник                               | Лучшая женская роль — драма                                      | Японская история       | Номинация |
| 2005 | Спутник                               | Лучшая женская роль — драма                                      | Подальше от тебя       | Номинация |
| 2006 | AACTA Awards                          | Лучшая женская роль                                              | Подальше от тебя       | Номинация |
| 2006 | Ассоциация кинокритиков Чикаго        | Лучшая актриса                                                   | Маленькая мисс Счастье | Номинация |
| 2006 | Готэм                                 | Лучшая актриса                                                   | Маленькая мисс Счастье | Номинация |
| 2006 | Общество кинокритиков Феникса         | Лучшая актриса                                                   | Маленькая мисс Счастье | Победа    |
| 2006 | Спутник                               | Лучшая женская роль — комедия или мюзикл                         | Маленькая мисс Счастье | Номинация |
| 2007 | AACTA Awards                          | Лучшая женская роль                                              | Маленькая мисс Счастье | Номинация |
| 2007 | BAFTA                                 | Лучшая женская роль второго плана                                | Маленькая мисс Счастье | Номинация |
| 2007 | Золотой глобус                        | Лучшая женская роль — комедия или мюзикл                         | Маленькая мисс Счастье | Номинация |
| 2007 | Золотой глобус                        | Лучшая женская роль — мини-сериал или телефильм                  | Цунами                 | Номинация |
| 2007 | Телевизионный фестиваль в Монте-Карло | Лучшая актриса в мини-сериале или фильме                         | Цунами                 | Номинация |
| 2007 | Эмми                                  | Лучшая женская роль в мини-сериале или фильме                    | Цунами                 | Номинация |
| 2007 | Премия Гильдии киноактёров США        | Лучший актёрский состав в игровом кино                           | Маленькая мисс Счастье | Победа    |
| 2008 | AACTA Awards                          | Лучшая женская роль второго плана                                | Чёрный шар             | Победа    |
| 2009 | AACTA Awards                          | Лучшая телеактриса                                               | Такая разная Тара      | Победа    |
| 2009 | Общество кинокритиков Австралии       | Лучшая актриса                                                   | Чёрный шар             | Победа    |
| 2009 | Эмми                                  | Лучшая женская роль в комедийном телесериале                     | Такая разная Тара      | Победа    |
| 2009 | Спутник                               | Лучшая женская роль в телесериале — комедия или мюзикл           | Такая разная Тара      | Номинация |
| 2010 | AACTA Awards                          | Лучшая телеактриса                                               | Такая разная Тара      | Номинация |
| 2010 | Золотой глобус                        | Лучшая женская роль в телевизионном сериале — комедия или мюзикл | Такая разная Тара      | Победа    |
| 2010 | Эмми                                  | Лучшая женская роль в комедийном телесериале                     | Такая разная Тара      | Номинация |
| 2010 | Спутник                               | Лучшая женская роль в телесериале — комедия или мюзикл           | Такая разная Тара      | Номинация |
| 2010 | Премия Гильдии киноактёров США        | Лучшая женская роль в комедийном сериале                         | Такая разная Тара      | Номинация |
| 2011 | Золотой глобус                        | Лучшая женская роль в телевизионном сериале — комедия или мюзикл | Такая разная Тара      | Номинация |
| 2013 | AACTA Awards                          | Лучшая женская роль                                              | Псих                   | Номинация |